# Rugby Union in Namibia

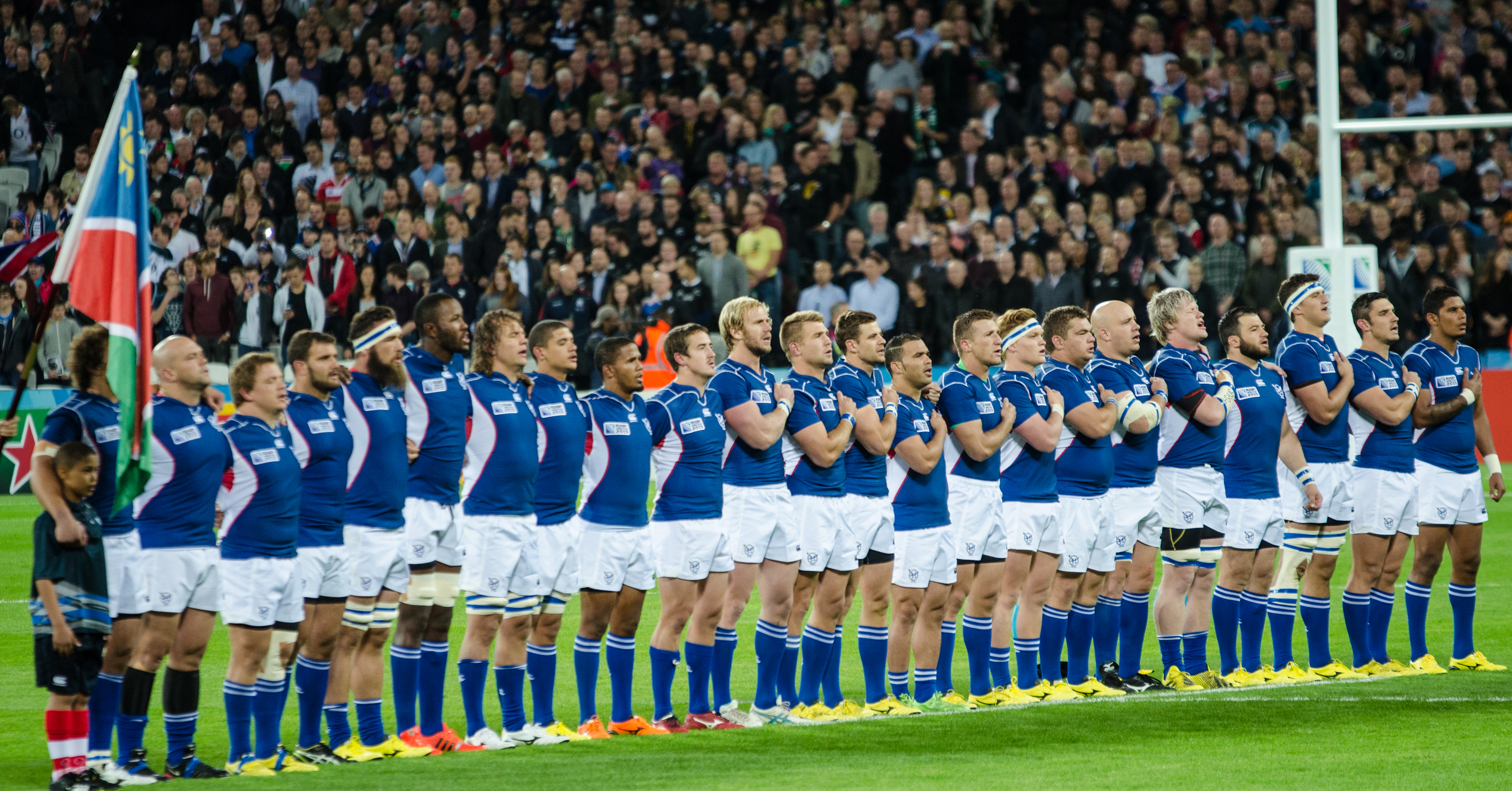
Namibische Rugby-Union-Nationalmannschaft bei der WM 2015.

Rugby Union ist neben Fußball, Rollhockey und Faustball die populärste Sportart in Namibia. Sie ist seit 2018 eine der drei Nationalsportarten im Land.
Rugby wird seit 1916 in Namibia gespielt und wurde von südafrikanischen Migranten eingeführt. Wie in Südafrika wird Rugby hauptsächlich von Afrikaans sprechenden Namibiern ausgeübt, aber auch von weißen Englisch sprechenden und Deutsch-Namibiern. Der Sport ist besonders bei Schulkindern beliebt. Dem Namibischen Rugby-Verband sind 28 Vereine mit 9317 registrierten Spielern angeschlossen.

## Verband
Der Dachverband wurde im März 1990 gegründet und ist Mitglied im International Rugby Board.
Die Damen spielen unter dem Dach der Namibia Women's Rugby Association.

## Nationalmannschaft

### Männer
Die namibische Nationalmannschaft im Rugby-Union gilt als zweitbeste Afrikas nach der Auswahl Südafrikas.
Namibia konnte sich bereits fünf Mal für die Rugby-Union-Weltmeisterschaft qualifizieren, 1999, 2003, 2007, 2011 und 2015. Die Mannschaft schied jeweils als Gruppenletzter in der Vorrunde aus.

### Frauen
Die Damen-Rugby-Nationalmannschaft Namibias bestritt am 19. Oktober 2013 ihr erstes internationales Spiel. Dieses wurde mit 31 zu 10 gegen die Auswahl Botswanas gewonnen.